# Yukiko Inui
Yukiko Inui (乾友紀子?, Inui Yukiko; Ōmihachiman, 4 dicembre 1990) è una sincronetta giapponese.
Ha rappresentato il Giappone a tre edizioni consecutive dei Giochi olimpici estivi, da Londra 2012 a Tokyo 2020, vincendo di due medaglie di bronzo a Rio de Janeiro 2016. Si è laureata campionessa iridata ai mondiali di Budapest 2022 nel singolo programma tecnico e libero.

## Carriera
Atleta già medagliata ai campionati mondiali giovanili del 2006 e del 2008, Yukiko Inui ha partecipato ai mondiali di Roma 2009 gareggiando nel duo e nella gara a squadre. Ai Giochi asiatici di Canton 2010 ha vinto tre medaglie d'argento, mentre alle Olimpiadi di Londra 2012 si è piazzata al quinto posto sia nel duo sia nella gara a squadre.
Reduce da una positiva XXVII Universiade, dove ha vinto complessivamente tre medaglie d'argento, ai campionati mondiali di Barcellona 2013 Yukiko Inui ha iniziato a rappresentare il Giappone anche da singolista. Nella successiva edizione dei mondiali di Kazan' 2015 la sincronetta ha vinto le sue prime medaglie in questa competizione conquistando il bronzo nel duo tecnico, insieme a Risako Mitsui, e altre tre medaglie di bronzo nelle gare a squadre e nel libero combinato. Insieme a Mitsui ottiene poi il terzo posto nel duo e nella gara a squadre alle Olimpiadi di Rio de Janeiro 2016.
Ai mondiali di Gwangju 2019 ha guadagnato il bronzo nel singolo programma tecnico e libero.
Ha ottenuto il titolo mondiale ai campionati iridati di Budapest 2022 nel singolo programma tecnico e libero, precendo sul podio l'ucraina Marta Fjedina e la greca Evangelia Platanioti, in entrambe le specialità.

## Palmarès
- Giochi olimpici

Rio de Janeiro 2016: bronzo nel duo e nella gara a squadre.
- Mondiali

Kazan 2015: bronzo nel duo (programma tecnico), nella gara a squadre (programma tecnico e libero) e nel libero combinato.
Budapest 2017: bronzo nella gara a squadre (programma tecnico) e nel libero combinato.
Gwangju 2019: bronzo nel singolo (programma tecnico e libero).
Budapest 2022: oro nel singolo (programma tecnico e libero).
Fukuoka 2023: oro nel singolo (programma tecnico e libero).
- Giochi asiatici

Canton 2010: argento nel duo, nella gara a squadre e nel libero combinato.
Incheon 2014: argento nel duo, nella gara a squadre e nel libero combinato.
Giacarta 2018: argento nel duo e nella gara a squadre.
- Campionati asiatici di nuoto

Tokyo 2016: oro nel singolo (programma tecnico e libero), nel duo (programma tecnico e libero), nella gara a squadre (programma libero) e nel libero combinato.
- Universiadi

Kazan 2013: argento nel singolo, nel duo e nel libero combinato.

### Coppa del Mondo
- 6 podi:
  - 5 vittorie (5 nella gara individuale)
  - 1 secondo posto (1 nella gara individuale)

#### Coppa del mondo - vittorie
| Data          | Luogo       | Paese   | Disciplina   |
| ------------- | ----------- | ------- | ------------ |
| 17 marzo 2023 | Markham     | Canada  | Solo libero  |
| 5 maggio 2023 | Montpellier | Francia | Solo libero  |
| 6 maggio 2023 | Montpellier | Francia | Solo tecnico |
| 2 giugno 2023 | Oviedo      | Spagna  | Solo tecnico |
| 3 giugno 2023 | Oviedo      | Spagna  | Solo libero  |

## Riconoscimenti
- Atleta dell'anno World Aquatics: 2022